# Annersia

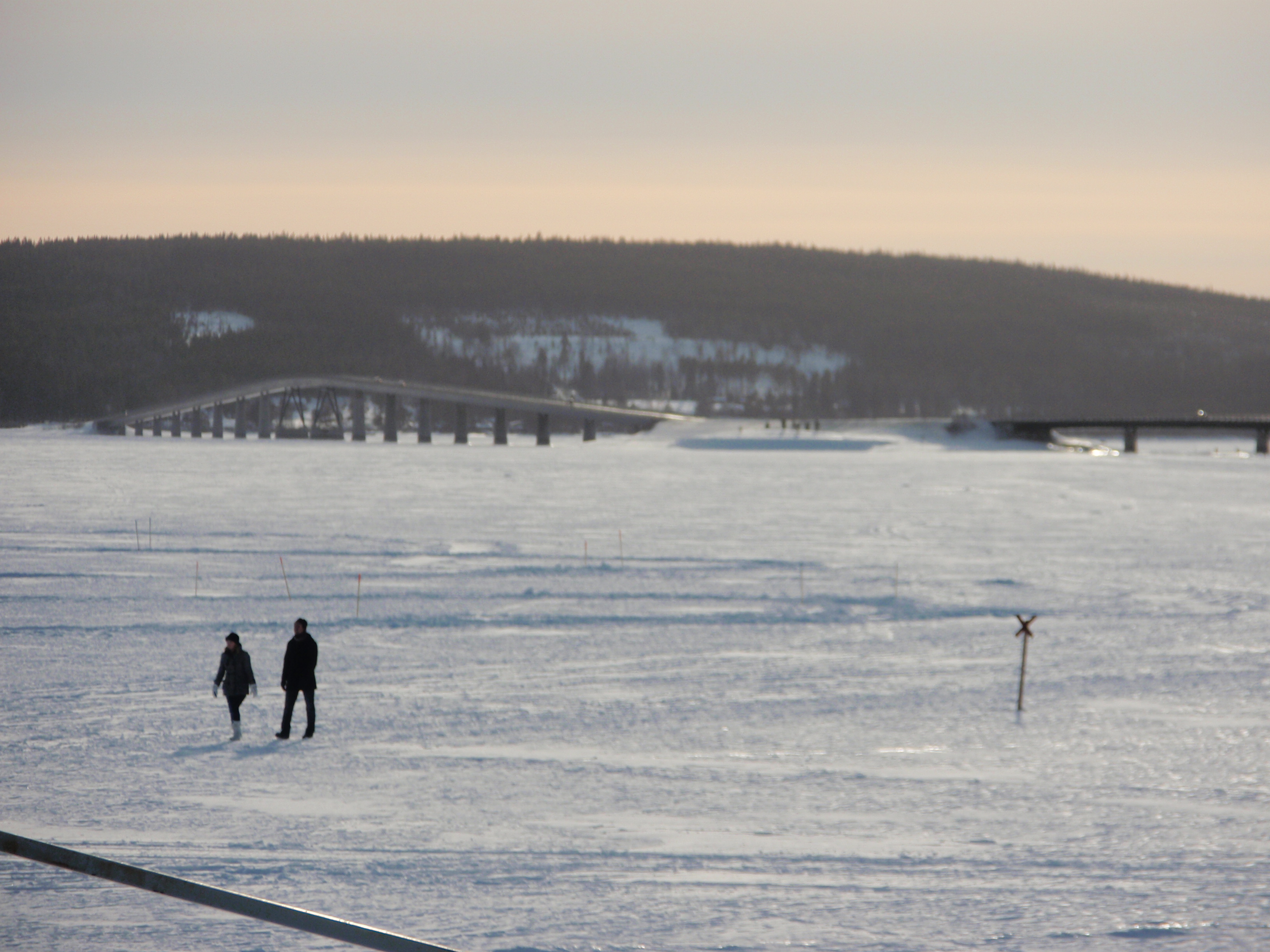
Vallsundsbron och en del av Annersia.

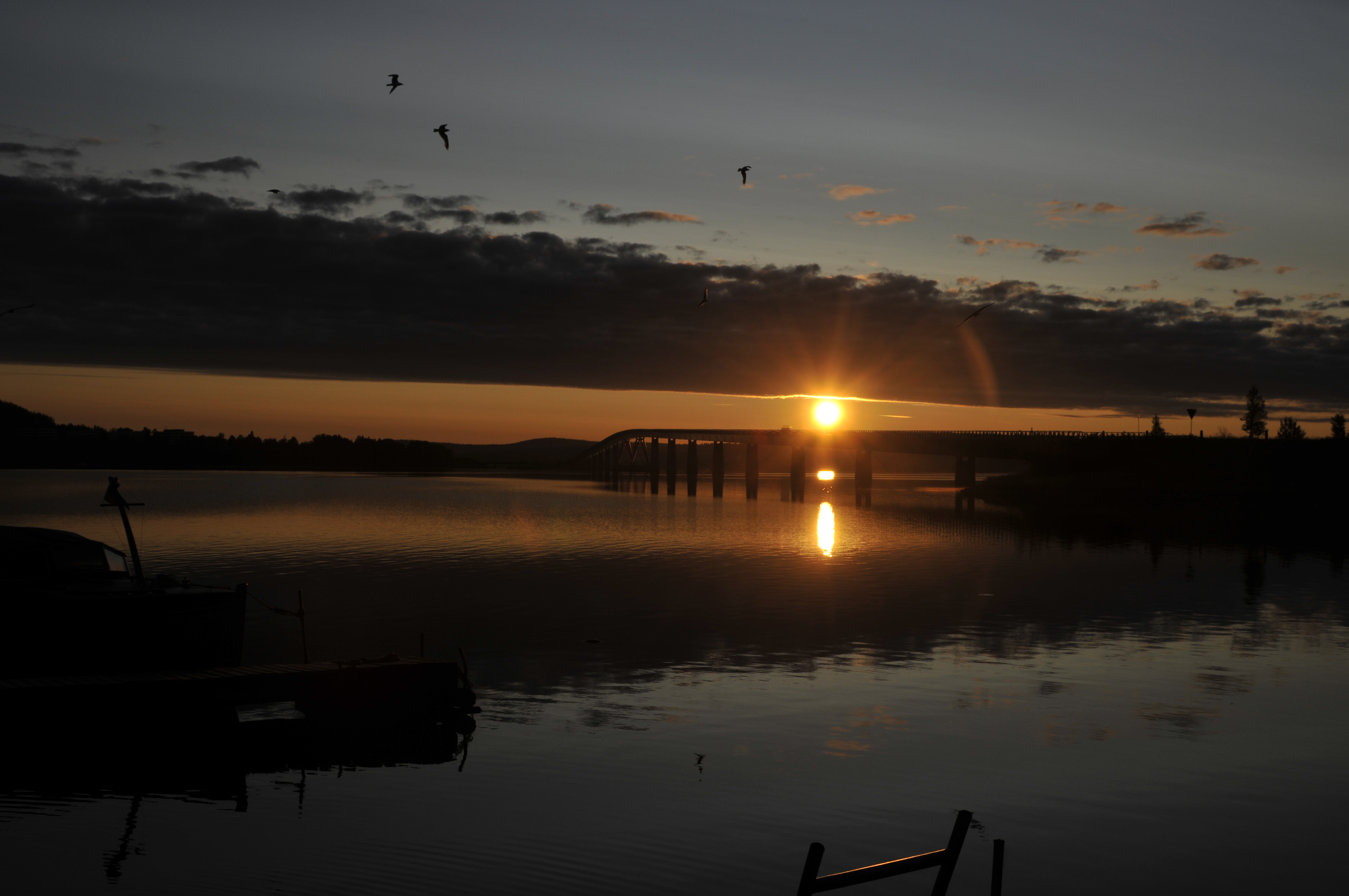
Vallsundsbron från Sandviken på Annersia.

Annersia, eller skämtsamt "Bättersia", är ett halvöartat område längs Storsjöns strand, där Vallsundsbrons södra ände tar land. 
Annersia är jämtska och betyder ordagrant "andra sidan". Bättersia betyder "bättre sidan".
I området ligger en handfull mindre byar. Dessa ligger tvärs över Storsjön sett från Östersund, och söder om Frösön.
Annersia ligger i  Frösö socken, Sunne socken och Marieby socken.

## Några byar på Annersia
| - Sandviken - Böle - Knytta - Namn - Slandrom - Marieby - Fillsta | - Genvalla - Målsta - Måläng - Orrviken - Hara - Norderön - Stackris |